# John Baring (7e baron Ashburton)
John Francis Harcourt Baring, 7e baron Ashburton (2 novembre 1928 - 6 octobre 2020), est un banquier d'affaires britannique qui est président de British Petroleum (BP). Lord Ashburton a également siégé aux conseils d'administration de Jaguar Cars, Dunlop Rubber et Royal Insurance.

## Famille
Il est le fils aîné d'Alexander Baring (6e baron Ashburton) et de Doris Harcourt, fille de Lewis Harcourt (1er vicomte Harcourt), et Mary Ethel Burns, fille de Walter Hayes Burns de New York, petite-fille de Junius Spencer Morgan et nièce du magnat bancaire américain JP Morgan.
Le 25 novembre 1955, il épouse Susan Mary Renwick. Elle est fille de Robert Renwick, 1er baron Renwick, et de sa première épouse Dorothy Mary Parkes. Ils ont quatre enfants:
- Lucinda Mary Louise "Lucy" Baring (née le 20 octobre 1956). Mariée à Michael John Wilmot Malet Vaughan, deuxième fils de John David Malet Vaughan, 8e comte de Lisburne. Ils ont trois enfants: Emma, Sophie et Edward.
- Mark Francis Robert Baring, 8e baron Ashburton (né le 17 août 1958). Épouse Miranda Caroline Wright. Ils ont quatre enfants: Aurea, Frederick, Patrick et Flora.
- Rose Theresa Baring (née le 7 décembre 1961). Mariée à Barnaby Rogerson (en). Ils ont deux filles: Molly et Hannah.
- Alexander Nicholas John "Zam" Baring (né le 15 février 1964). Épouse Lucy Caroline Fraser, fille du général David Fraser et Julia Frances Oldridge de la Hey. Ils ont quatre enfants: Olive, William, Anna et Alfred.

Lord Ashburton et sa première femme divorcent en 1984.
Après son divorce, Lord Ashburton reste célibataire pendant trois ans. En 1987, il épouse Sarah Cornelia Spencer-Churchill, fille de John George Spencer-Churchill et Angela Mary Culme-Seymour. Ses grands-parents paternels sont John Strange "Jack" Spencer-Churchill et Lady Gwendoline Theresa Mary Bertie. Jack Spencer-Churchill est le fils de Randolph Churchill et de sa femme Jennie Jerome. Il est également un frère de Winston Churchill, Premier ministre du Royaume-Uni. La deuxième Lady Ashburton est une directrice de Borderline, et a trois enfants d'un mariage précédent, Peregrine Crewe, Emma Crewe (mariée à Nicholas Vester, ils ont deux enfants, Cleo et Scarlet) et Bel Crewe (qui a deux enfants, Jack Badger et Molly Megan). Lord Ashburton n'a pas d'enfants de son deuxième mariage.
Lord Ashburton est décédé à son domicile le 6 octobre 2020, à l'âge de 91 ans. Il est remplacé dans la baronnie par son fils Mark.

## Carrière
Lord Ashburton fait ses études au Collège d'Eton et au Trinity College d'Oxford.
Il siège au conseil d'administration de plusieurs sociétés, dont Trafford Park Estates de 1964 à 1977, Royal Insurance de 1964 à 1982, Pye Holdings de 1967 à 1979, Dunlop Holdings de 1981 à 1984, BP de 1982 à 1992, dont il est président de 1992 à 1995. 
John Baring est nommé Commandeur de l'Ordre Royal Victorien (CVO) dans les honneurs d'anniversaire de 1980, fait chevalier dans les honneurs du Nouvel An de 1983 et promu au grade de Chevalier Commandeur de l'Ordre royal de Victoria (KCVO) dans les honneurs du Nouvel An 1990. Il accède à la baronnie d'Ashburton le 12 juin 1991 et est fait chevalier de la jarretière en 1994 - l'un des rares cas où le père et le fils ont été nommés à cet ordre.